# Zone franc
La zone franc est constituée de zones géopolitiques où sont utilisées des monnaies qui étaient autrefois liées au franc français (anciennes colonies ou territoires d'outre-mer) et sont aujourd'hui liées à l'euro par un système de parité fixe garanti par le  Trésor français.
Ces monnaies résultent de la politique de coopération monétaire de la Banque de France et des banques centrales des anciennes possession française, liées par des accords.

Le franc CFP correspond à des zones sous souveraineté française et est émis par un établissement public français, l'institut d'émission d'outre-mer.
La Banque de France gère cet ensemble sous le concept de zone franc.
En 2017, le PIB total des 14 pays membres de la zone franc s'élève à 188 milliards de dollars (USD), une valeur équivalente à 7 % du PIB de la France.
D'autres monnaies portent le nom franc, sans jamais avoir été liées au franc français.

## Francs liés à l'euro
L'arrimage monétaire a permis à ces pays d'avoir une monnaie exceptionnellement stable, (auparavant rattachée au franc français, maintenant à l'euro) en jugulant la tentation de la « planche à billet ». La plupart des pays de ces zones ont mis en place des mécanismes de contrôle des changes afin d'éviter les fuites de devises.
Ces monnaies (XAF, XOF, KMF et XPF) représentent 3 % de la masse monétaire de l’euro.
Quatre zones géopolitiques sont concernées par ces dispositions :
| Devise | ISO 4217 | Banque | Zone | Parité (FRF) jusqu'au 31/12/1998 | Parité (EUR) depuis le 01/01/1999                                            | Date de parité |
| --- | -------- | ------ | --- | -------------------------------- | ---------------------------------------------------------------------------- | -------------- |
| Franc CFA de l'UEMOA son remplacement imminent par l'Eco dont la date de mise en circulation reste à définir pour la prochaine monnaie unique de la CEDEAO,.              | XOF      | BCEAO  | Afrique de l'Ouest : - Bénin - Burkina Faso - Côte d'Ivoire - Guinée-Bissau - Mali - Niger - Sénégal - Togo          | 100 XOF = 1 FRF                  | 1 EUR = 655.957 XOF                                                          | 1994           |
| Franc CFA de la CEMAC, Reste également à savoir si la réforme monétaire du Franc CFA interviendra en Afrique centrale à l'image de la fin de cette monnaie en zone UEMOA. | XAF      | BEAC   | Afrique centrale : - Cameroun - République du Congo - Gabon - Guinée équatoriale - République centrafricaine - Tchad | 100 XAF = 1 FRF                  | 1 EUR = 655.957 XAF                                                          | 1994           |
| Franc comorien | KMF      | BCC    | - Comores | 75 KMF = 1 FRF                   | 1 EUR = 491,96775 KMF                                                        | 1994           |
| Franc pacifique (ou Franc CFP) | XPF      | IEOM   | France (Pacifique) : - Nouvelle-Calédonie - Polynésie française - Wallis-et-Futuna                                   | 100 XPF = 5,50 FRF               | 1 000 XPF = 8,38 EUR (soit 54,9692 FRF pré-1999) (soit 1 EUR ≈ 119,3317 XPF) | 1949           |

## Autres Francs, non liés à l'euro
D'autres pays utilisent une monnaie appelée franc, sans qu'elle soit arrimée à l'euro et donc sans faire partie de la zone franc. Le change est libre.
- Franc congolais
- Franc Djibouti
- franc guinéen
- Franc rwandais
- Franc suisse
- Franc burundais